# Lepence
Lepence este o localitate din comuna Bohinj, Slovenia, cu o populație de 36 de locuitori.